# Нижнекужебарский сельсовет
Нижнекужебарский сельсовет — сельское поселение в Каратузском районе Красноярского края.
Административный центр — село Нижний Кужебар.

## Население
| 2010 | 2012 | 2013 | 2014 | 2015 | 2016 | 2017 |
| ---- | ---- | ---- | ---- | ---- | ---- | ---- |
| 451  | ↘443 | ↘437 | ↘429 | ↘413 | ↗421 | ↗432 |

## Состав сельского поселения
| № | Населённый пункт | Тип населённого пункта       | Население |
| - | ---------------- | ---------------------------- | --------- |
| 1 | Нижний Кужебар   | село, административный центр | ↗432      |

## Местное самоуправление
Нижнекужебарский сельский Совет депутатов
Дата избрания: 14.03.2010. Срок полномочий: 5 лет. Количество депутатов: 7
Глава муниципального образования
- Уварова Галина Михайловна. Дата избрания: 14.03.2010. Срок полномочий: 5 лет

## Инфраструктура
Средняя школа (посещают 48 учащихся), детский сад (посещают 33 ребёнка), сельский дом культуры, библиотека, фельдшерско-акушерский пункт, администрация сельсовета, 4 объекта розничной торговли, сельскохозяйственное предприятие ООО Виктория.

## Экономика
Торговля, производство сельскохозяйственной продукции.